# Yoku's Island Express
Yoku's Island Express es un videojuego de aventuras de pinball y plataformas desarrollado por el estudio sueco Villa Gorilla y publicado por Team17. El proyecto debut del estudio, el juego fue lanzado en 2018 para Nintendo Switch, Microsoft Windows, PlayStation 4 y Xbox One.
En Yoku's Island Express, los jugadores controlan a Yoku, un escarabajo pelotero, que se convierte en administrador de correos cuando llega a una isla ficticia de Mokumana. El jugador tiene la tarea de salvar la isla de una calamidad que se avecina, ya que la figura de la deidad de la isla es atacada.

## Jugabilidad
La jugabilidad de Yoku's Island Express consiste principalmente en plataformas de desplazamiento lateral. Los jugadores pueden mover a Yoku de izquierda a derecha; sin embargo, a diferencia de la mayoría de los juegos de plataformas, en Yoku's Island Express el personaje controlado por el jugador no puede saltar. En cambio, los jugadores manipulan paletas de pinball (aletas) para empujar la pelota adherida a Yoku, quien es arrastrado detrás de ella. Yoku's Island Express tiene lugar en una isla de mundo abierto al estilo Metroid con muchos parachoques, pistas y rampas para utilizar la mecánica del pinball.